# Artrofibrose
A artrofibrose (em grego: artro- articulação, fibrose- formação de tecido cicatricial) foi descrita na maioria das articulações, como joelho, quadril, tornozelo, articulações do pé, ombro (ombro congelado, capsulite adesiva), cotovelo (cotovelo rígido), punho, articulações das mãos assim como as vértebras da coluna vertebral. Pode ocorrer após lesão ou cirurgia ou pode surgir sem uma causa óbvia. Há formação excessiva de tecido cicatricial dentro da articulação e/ou tecidos moles circundantes, levando a uma restrição dolorosa do movimento articular que persiste apesar da fisioterapia e reabilitação. O tecido cicatricial pode estar localizado dentro da articulação do joelho ou pode envolver as estruturas de tecidos moles ao redor da articulação do joelho, ou ambos os locais.
A patologia que causa a artrofibrose também causa outras formas de fibrose. Lesões e inflamações ativam fibroblastos e outros tipos de células, transformando-os em miofibroblastos que criam tecido cicatricial e mais inflamação.

## Artrofibrose do joelho (joelho congelado)
A artrofibrose do joelho, também conhecida como "joelho congelado", tem sido uma das articulações mais estudadas devido à sua frequência de ocorrência. A artrofibrose pode ocorrer após lesões no joelho e cirurgias no joelho, como cirurgia artroscópica do joelho ou substituição do joelho. O tecido cicatricial pode fazer com que as estruturas do joelho se contraiam, restringindo o movimento normal. Dependendo do local da cicatriz, a mobilidade da rótula e/ou amplitude de movimento articular (ou seja, flexão, extensão ou ambas) podem ser afetadas. Os sintomas experimentados como resultado da artrofibrose do joelho incluem rigidez, dor, claudicação, calor, inchaço, crepitação e/ou fraqueza. O diagnóstico clínico também pode incluir o uso de ressonância magnética para visualizar os compartimentos do joelho afetados. A dor consequente pode levar à cascata de fraqueza do quadríceps, encurtamento do tendão patelar e cicatrização nos tecidos ao redor da rótula — com um estágio final de patela inferior permanente — onde a rótula é puxada para baixo em uma posição anormal onde torna-se vulnerável a danos na superfície articular.